# سیارک ۴۵۲۲
سیارک ۴۵۲۲ (به انگلیسی: 4522 Britastra، نامگذاری:1980BM) چهار هزار و پانصد و بیست و دومین سیارک کشف شده‌است که در ۲۲ ژانویه ۱۹۸۰ کشف شد.
قدر مطلق سیارک برابر ۱۲٫۱۰ است.